# Karl-Heinz Emig
Karl-Heinz Emig (* 29. Juni 1962 in Mannheim) ist ein deutscher Fußballtrainer und ehemaliger Fußballspieler.

## Karriere
Emig stand in seiner aktiven Karriere als Abwehrspieler bei Waldhof Mannheim, Hertha BSC, Darmstadt 98, Kaiserslautern, Unterhaching, Wolfsburg und Eintracht Trier unter Vertrag. Er absolvierte 292 Zweit- und 64 Erstligaeinsätze. Der größte Erfolg seiner Karriere war der DFB-Pokalsieg 1990 mit dem 1. FC Kaiserslautern.
Seine Trainerlaufbahn begann Emig im November 1996 als Cheftrainer von Eintracht Trier. Mit dem Regionalligisten erreichte er 1998 im DFB-Pokal das Halbfinale. Danach arbeitete er als A-Jugend-Trainer und ab 2000 als Co-Trainer unter Andreas Brehme beim 1. FC Kaiserslautern und war im August und September 2002 nach der Entlassung Brehmes kurzzeitig Interimstrainer der Lautrer. Das einzige Pflichtspiel Emigs als verantwortlicher Trainer war die DFB-Pokal-Erstrundenpartie gegen den USC Paloma Hamburg (5:0). Anschließend assistierte er Eric Gerets und Kurt Jara. Von Juli 2004 bis Dezember 2006 fungierte Emig als Co-Trainer von Markus Schupp beim Zweitligisten Wacker Burghausen. Ab Juli 2008 trainierte er die U-17-Bundesligamannschaft des 1. FC Kaiserslautern.
Am 9. Januar 2010 wurde Emig als Co-Trainer des Zweitligisten Karlsruher SC verpflichtet und arbeitete dort wie auch schon in Burghausen mit Cheftrainer Markus Schupp zusammen. Am 31. Oktober 2010 trennte sich der KSC nach einer Serie von fünf Niederlagen in sechs Spielen einvernehmlich von Trainer Markus Schupp, damit musste auch Co-Trainer Karl-Heinz Emig gehen.
Während der Saison 2011/12 begann Emig eine Tätigkeit als Co-Trainer bei Rot-Weiß Oberhausen unter Cheftrainer Mario Basler. Im April 2012 verlängerte Rot-Weiß Oberhausen den Vertrag mit Emig vorzeitig für die Saison 2012/13.

## Erfolge
- DFB-Pokal-Sieger: 1990
- DFB-Pokal-Finalist: 1995
- Deutscher A-Jugendmeister: 1980
- Aufstieg in die 2. Bundesliga: 1992